# Роу, Джослин
Джо́слин Алекса́ндер Ро́у (англ. Jocelyn Alexander Rowe), также известный как Джош Роу (англ. Josh Rowe) — английский футболист, защитник.

## Биография
Родился в Кингстон-апон-Темс, Суррей. Выступал за футбольный клуб «Богемианс» из Дублина. В марте 1914 года перешёл в английский клуб «Манчестер Юнайтед». Свой первый (и единственный) матч за «Юнайтед» провёл 5 марта 1914 года, сыграв против «Престон Норт Энд» на стадионе «Дипдейл». По окончании сезона 1913/14 покинул английский клуб, вернувшись в «Богемианс».
Во время войны был сержантом-знамёнщиком (англ. Colour Sergeant) в 1-м батальоне полка Восточного Суррея (East Surrey Regiment). Был ранен в боевых действиях во Франции.